# Liste des lieux patrimoniaux du comté de Bruce
Cet article recense les lieux patrimoniaux du comté de Bruce inscrits au répertoire des lieux patrimoniaux du Canada, qu'ils soient de niveau provincial, fédéral ou municipal.

## Liste
| [ 1 ] | Lieu patrimonial              | Illustration              | Municipalité                  | Adresse           | Coordonnées      | No    | Constr. | Prot.       | Rec. | Notes |
| ----- | ----------------------------- | ------------------------- | ----------------------------- | ----------------- | ---------------- | ----- | ------- | ----------- | ---- | ----- |
| F     | Maison du gardien             | Téléverser                | Huron-Kinloss (en)            |                   | 44.0796 -81.75   | 4678  | 1859    | ÉFP reconnu | 1994 |       |
| F     | Phare de la Pointe-Clark      | Phare de la Pointe-Clark  | Huron-Kinloss (en)            | Amberly           | 44.0728 -81.7573 | 16772 | 1859    | LHN         | 1966 |       |
| F     | Tour de phare                 | Téléverser                | Huron-Kinloss (en)            |                   | 44.0728 -81.7573 | 4386  | 1859    | ÉFP classé  | 1994 |       |
| F     | Phare de Kincardine           | Phare de Kincardine       | Kincardine                    |                   | 44.1771 -81.6382 | 11095 | 1881    | ÉFP reconnu | 1992 |       |
| F     | Phare                         | Téléverser                | Northern Bruce Peninsula (en) |                   | 45.2577 -81.6726 | 4722  | 1885    | ÉFP reconnu | 1992 |       |
| F     | Phare d’alignement postérieur | Téléverser                | Northern Bruce Peninsula (en) | Stokes Bay        | 44.9711 -81.3761 | 13072 |         | ÉFP reconnu | 2006 |       |
| F     | Station de phare : annexe     | Station de phare : annexe | Northern Bruce Peninsula (en) | Cove Island       | 45.3269 -81.735  | 7035  | 1859    | ÉFP reconnu | 1991 |       |
| F     | Phare de Cove Island          | Phare de Cove Island      | Northern Bruce Peninsula (en) | Cove Island       | 45.327 -81.735   | 6958  | 1859    | ÉFP classé  | 1991 |       |
| F     | Site Donaldson                | Téléverser                | Saugeen (en)                  | Chemin Old Bridge | 44.5103 -81.3403 | 19448 |         | LHN         | 1982 |       |
| F     | Tour de phare                 | Tour de phare             | Saugeen Shores (en)           | Île Chantry       | 44.483 -81.4     | 3293  | 1859    | ÉFP classé  | 1991 |       |